# Żer regeneracyjny
Żer regeneracyjny – intensywne pobieranie pokarmu przez niektóre chrząszcze. Jego celem jest regeneracja organizmu. Żeru regeneracyjnego dokonują samice po zniesieniu jaj i samce po kopulacji. 